# Phalaenopsis honghenensis
Phalaenopsis honghenensis är en orkidéart som beskrevs av Fang Yuan Liu. Phalaenopsis honghenensis ingår i släktet Phalaenopsis och familjen orkidéer. Inga underarter finns listade i Catalogue of Life.